# برويز ختك
برويز خان ختك (بالبشتوية: پروېز خان خټک)‏، (بالأردوية: پرویز خان خٹک)‏، (1 يناير 1950 - ) هو وزير الدفاع الباكستاني الحالي، في منصبه منذ 20 أغسطس 2018. شغل سابقًا منصب رئيس الوزراء المنتخب السادس عشر (الثاني والعشرون) لإقليم خيبر بختونخوا في الفترة من 31 مايو 2013 إلى 6 يونيو 2018.
كما شغل منصب وزير الري في خيبر باختونخوا ومرتين وزير الصناعة والعمل، استقال ختك عن منصب الأمين العام لحركة الإنصاف الباكستانية في 25 سبتمبر 2013.
كان لدى ختك آراء إصلاحية حول النظام السياسي في باكستان، حيث أسس إصلاحات في قطاع الشرطة والأمن أثناء منصبه كرئيس وزراء خيبر بختونخوا، وتخطط لمشاريع البنية التحتية   مثل تحسين شبكة النقل، وإحياء الاقتصاد المحلي من خلال المساعدة في إعادة بناء السياحة في المقاطعة، بينما على المدى الطويل، خطط لزيادة التصنيع وخفض الروتين.